# Ben Vereen
Ben Vereen, geboren als Benjamin Augustus Middleton (Dade County (Florida), 10 oktober 1946) is een Amerikaans acteur. Hij won in 1973 een Tony Award voor zijn hoofdrol in Pippin. Een jaar daarvoor werd hij voor eenzelfde prijs genomineerd voor zijn bijrol in de musical Jesus Christ, Superstar. Vereen werd eveneens genomineerd voor Emmy Awards in 1977 (voor zowel televisieserie Roots als voor televisiefilm The Bell Telephone Jubilee) en 1992 (voor televisiefilm Intruders) en voor Golden Globes in 1976 (voor de film Funny Lady) en 1985 (voor de miniserie Ellis Island).
Vereen trouwde in 1976 met Nancy Bruner, zijn tweede echtgenote. Samen met haar kreeg hij dochters Kabara, Malaika, Naja en Karon. Eerder kreeg hij zoon Ben met zijn eerste vrouw Andrea Townsley. Naja kwam in 1987 op zestienjarige leeftijd om het leven bij een auto-ongeluk. 

## Filmografie
*Exclusief vijftien televisiefilms
- 21 and a Wake-Up (2009)
- Mama, I Want to Sing! (2009)
- And Then Came Love (2007)
- Idlewild (2006)
- The Painting (2001)
- I'll Take You There (1999)
- Why Do Fools Fall in Love (1998)
- Once Upon a Forest (1993, stem)
- Buy & Cell (1987)
- The Zoo Gang (1985)
- Sabine (1982)
- All That Jazz (1979)
- Funny Lady (1975)
- Gas! -Or- It Became Necessary to Destroy the World in Order to Save It. (1970)
- Sweet Charity (1969)

## Televisieseries
*Exclusief eenmalige gastrollen
- Promised Land - Lawrence Taggert, Sr. (1999, drie afleveringen)
- Silk Stalkings - Capt. Hutchinson (1991-1993, twaalf afleveringen)
- Zoobilee Zoo - Mayor Ben (1986, 46 afleveringen)
- Webster - Uncle Phillip Long (1984-1985, tien afleveringen)
- The Love Boat - Dr. John Hanson (1982-1984, drie afleveringen)
- Tenspeed and Brown Shoe - E.L. Turner (1980, dertien afleveringen)
- Roots - 'Chicken' George Moore (1977, vier afleveringen)

- Bibliothèque nationale de France: cb13842627z (data)
- Gemeinsame Normdatei: 1073735923
- International Standard Name Identifier: 0000 0001 2037 2395
- Library of Congress Control Number: n84173839
- MusicBrainz: 3b10f698-7874-473c-b8c1-0060a8b703f1
- Nationale Bibliotheek van Tsjechië: pna2011646019
- Nationale Bibliotheek van Israël: 987007457016305171
- Nederlandse Thesaurus van Auteursnamen: 073109746
- SNAC: w64x59ft
- Système universitaire de documentation: 080536131
- Virtual International Authority File: 75262177
- WorldCat: E39PBJyxkKfPtWvbMdtgD4X68C